# Иокогава Мусасино
«Иокогава Мусасино» (яп. 横河武蔵野FC Ёкогава Мусасино Эфу Си:, англ. Yokogawa Musashino FC) — японский футбольный клуб из города Мусасино, в настоящий момент выступает в Японской футбольной лиге, четвёртом по силе дивизионе страны.

## История
Клуб был основан в 1939 году как команда компании Yokogawa Electric Corporation. В 1978 году клуб добился первого в своей истории продвижения в Региональную лигу Канто. Несмотря на то, что команда дважды вылетала в Лигу префектуры Токио, она была нацелена на продвижение в
Японскую футбольную лигу. Дебют клуба в ней состоялся в 1999 году, с того времени команда неизменно принимает участие в третьей по уровню лиге Японии. В 2003 году она приобрела независимость от компании Yokogawa Electric Corporation и с тех пор выступает под нынешним названием «Иокогава Мусасино».

## Стадион
Свои домашние матчи «Иокогава Мусасино» проводит главным образом на Муниципальном атлетическом стадионе города Мусасино, вмещающем 5 000 зрителей. Также клуб принимает гостей на стадионах: Адзиномото и его резервном поле, Эдогава и Нисигаока.

## Результаты в Японской футбольной лиге
- 1999: 8-е
- 2000: 12-е
- 2001: 7-е
- 2002: 7-е
- 2003: 13-е
- 2004: 13-е
- 2005: 9-е
- 2006: 6-е
- 2007: 7-е
- 2008: 7-е
- 2009: 2-е
- 2010: 12-е
- 2011: 15-е
- 2012: 10-е